# Korsgatan
Korsgatan är en gata inom stadsdelen Inom Vallgraven i Göteborg. Den är cirka 290 meter lång, och sträcker sig från Södra Hamngatan till Kungstorget.

## Historik
Namnet fastslogs 1739, men det är troligen äldre än så. En källa hävdar att namnet förekom 1681 och i den tyska formen "Creutzstrasse" redan 1629, då en Simon Huelt (Welt?) sålde sitt hus till Johan Meyer. Omkring 1644 var Werdsgatan mer känd som Korsgatan, då gatan korsar/korsas av de historiskt viktigaste av stadens långgator – Kungsgatan och Drottninggatan. År 1739 ger göteborgsskildraren Eric Cederbourg följande tolkning: ""Korsgatan, emedan den samma i Öster och Wäster fördelar Södra Staden i twenne lika delar". I äldre nordiska städer förekommer samma namn för gator med liknande sträckning.
Det parallella namnet Werdsgatan kommer sannolikt av den nederländske byggnadskonduktören Jost van Werd (Weertz?), vilken tillsammans med landsmannen J van Arents utstakade tomter och övervakade stadens första bebyggelse. Även namnet Apoteksgatan, efter apoteket Kronan som låg vid gatan, förekom under åren 1875–1882.
I ett kungligt brev den 23 november 1863 fastslogs att: "Korsgatan skulle utdragas i rak sträckning öfver Kungsparken och nya Alléen till Kalls gata och vidare genom tolfte roten till der mötande branta bergshöjder.
Korsgatan blev gågata 1969.